# EZOCA
EZOCA（エゾカ）は、北海道札幌市に本社を置く株式会社リージョナルマーケティング（サツドラホールディングスの子会社）が展開する、北海道内の提携店舗で取り扱われるポイントプログラムである。

## 概要
当時サッポロドラッグストアー（サツドラ）では自社ポイントカードの発行が、北海道内ではTポイントカード（現・Vポイントカード）やPontaカードよりも多くなっていた。そのことからサツドラではこれをもとに、北海道を対象とした地域ポイントカードとして発展させる構想が立ち上がった。2014年6月に「EZOCA」としてサービスを開始した。
スポーツチームや自治体との提携カードも発行され（後述）、購入額の割合の一部が還元される制度もある。
リージョナルマーケティングではQRコード決済の店舗導入サービスも取り扱っており、店舗がその際にEZOCAを導入することも可能となっている。

## 機能
- ポイントプログラム
  - ポイント付与率は店舗により異なる[広報 2]。
  - 100ポイントごとに100円の買い物に充当できる[広報 2]。
- EZOマネー（電子マネー）
  - 事前に現金チャージを行い、それにより支払いをすることができる。2015年3月16日サービス開始[広報 3]。
- EZOCAアプリ（スマートフォンアプリ）[広報 4]
  - スマートフォンでEZOCAの機能が利用できる。ただし利用には物理カードを事前に発行している必要がある。

## カードの種類
カードの種類（EZOCA公式サイト）も参照。
- EZOCA（通常カード）
- EZOCAキッズ（小学生以下用）
- クレジットカード付きカード
  - EZOCA JACCS JCBカード
  - EZOCA ブラック ジャックスカード（ジョイフルエーケー提携）
- スポーツチーム提携カード・企業提携カード
  - コンサドーレEZOCA（北海道コンサドーレ札幌）
  - レバンガEZOCA（レバンガ北海道）
  - ヴォレアスEZOCA（ヴォレアス北海道）
  - スカイアースEZOCA（北海道十勝スカイアース）
  - ロコ・ソラーレEZOCA（ロコ・ソラーレ）
  - ハードロックEZOCA（ハードロックエクスペリエンス）
- 自治体提携カード ※いずれも北海道に所在の自治体
  - 江差EZOCA（江差町）
  - 小清水EZOCA（小清水町）
  - とうべつEZOCA（当別町）
  - ひだかEZOCA（日高町）

### 過去に発行されたカード
- 雪ミクEZOCA - 2016年2月17日より受付開始[広報 5]。2023年12月31日をもって新規受付終了[広報 6]。
- クレインズEZOCA - 2021年12月7日より受付開始[広報 7]。2024年3月31日をもって新規受付終了[広報 8]。

## 利用可能店舗
最新の利用可能店舗はつかえるお店（公式サイト）を参照。
主な導入企業・店舗（Wikipediaに単独記事があるものに限る）
- サッポロドラッグストアー
- ホクレン商事
- 五勝手屋本舗（本店のみ）
- 中央スーパー
- リラィアブル（コーチャンフォーなど）
- きのとや
- タカハシ（カラオケ歌屋・スリラーカラオケ・監獄カラオケなど）
- テンフードサービス（みよしのなど）
- ジョイフルエーケー
- 小樽なると屋
- ボストンベイク

### 公式発表などの一次資料
1. ↑  “会社概要”.   株式会社リージョナルマーケティング. 2025年7月29日閲覧。
2. 1 2  “ポイントの使い方”.   EZOCA. 2025年7月29日閲覧。
3. ↑  “EZOマネー（EZOCA電子マネー）スタート！！”.   EZOCA (2015年3月16日). 2025年7月29日閲覧。
4. ↑  “EZOCAアプリ”.   EZOCA. 2025年7月29日閲覧。
5. ↑  “「雪ミクEZOCA」受付開始！”.   EZOCA (2016年2月17日). 2025年7月29日閲覧。
6. ↑  “雪ミクEZOCA発行終了のお知らせ”.   EZOCA (2023年12月25日). 2025年7月29日閲覧。
7. ↑  “【クレインズEZOCA】発行開始！”.   EZOCA (2021年12月7日). 2025年7月29日閲覧。
8. ↑  “クレインズEZOCA発行終了のお知らせ”.   EZOCA (2024年4月1日). 2025年7月29日閲覧。